# 조앤 해킷
조앤 해킷(Joan Hackett, 1934년 3월 1일 ~ 1983년 10월 8일)은 미국의 배우이다.

## 텔레비전 게스트 출연
- 환상특급
- 보난자 (드라마)
- 택시 (시트콤)